# Wohlfahrtia ilanramoni
Wohlfahrtia ilanramoni är en tvåvingeart som beskrevs av Andy Z. Lehrer 2003. Wohlfahrtia ilanramoni ingår i släktet Wohlfahrtia och familjen köttflugor.
Artens utbredningsområde är Israel. Inga underarter finns listade i Catalogue of Life.